# Neon Bible
Neon Bible is het tweede album van de Canadese band Arcade Fire.

## Tracklist
| 1.                 | Black Mirror                  | 4:13 |
| 2.                 | Keep the Car Running          | 3:29 |
| 3.                 | Neon Bible                    | 2:16 |
| 4.                 | Intervention                  | 4:19 |
| 5.                 | Black Wave                    | 3:57 |
| 6.                 | Ocean of Noise                | 4:53 |
| 7.                 | The Well and the Lighthouse   | 3:56 |
| 8.                 | (Antichrist Television Blues) | 5:10 |
| 9.                 | Windowsill                    | 4:16 |
| 10.                | No Cars Go                    | 5:43 |
| 11.                | My Body is a Cage             | 4:47 |
| Totale duur: 46:59 |                               |      |

## Trivia
Het nummer "No Cars Go" is een opnieuw opgenomen versie van het nummer dat ook op de Arcade Fire-ep uit 2003 staat.
Van het nummer "My Body is a Cage" is een cover verschenen door Peter Gabriel.